# Boubacar Kamara
Boubacar Bernard Kamara (Marseille, 23 november 1999) is een Frans-Senegalees voetballer die doorgaans speelt als centrale verdediger. In juli 2022 verruilde hij Olympique Marseille voor Aston Villa. Kamara maakte in 2022 zijn debuut in het Frans voetbalelftal.

## Clubcarrière
Kamara speelde vanaf 2005 in de jeugdopleiding van Olympique Marseille. Op 13 december 2016 maakte de verdediger zijn professionele debuut voor de Franse club, toen door doelpunten van Bouna Sarr en Moussa Sao met 1–1 gelijkgespeeld werd tegen FC Sochaux in de Coupe de la Ligue. Na strafschoppen werd deze wedstrijd met 4–3 verloren. Kamara mocht van coach Rudi Garcia in de basis starten en hij werd acht minuten voor het einde van de wedstrijd gewisseld ten faveure van Hiroki Sakai.
In de zomer van 2022 verliep zijn verbintenis bij Marseille. Voor het aflopen hiervan werd hij al vastgelegd door Aston Villa, dat hem een contract voor vijf jaar gaf, ingaande per 1 juli van dat jaar. In augustus 2025 werd deze verbintenis opengebroken en met drie seizoenen verlengd.

## Clubstatistieken
| Seizoen | Club                | Competitie     | Competitie | Competitie | Beker | Beker | Internationaal | Internationaal | Totaal | Totaal |
| Seizoen | Club                | Competitie     | Wed.       | Dlp.       | Wed.  | Dlp.  | Wed.           | Dlp.           | Wed.   | Dlp.   |
| ------- | ------------------- | -------------- | ---------- | ---------- | ----- | ----- | -------------- | -------------- | ------ | ------ |
| 2016/17 | Olympique Marseille | Ligue 1        | 0          | 0          | 1     | 0     | 0              | 0              | 1      | 0      |
| 2017/18 | Olympique Marseille | Ligue 1        | 6          | 0          | 2     | 0     | 6              | 0              | 14     | 0      |
| 2018/19 | Olympique Marseille | Ligue 1        | 31         | 1          | 0     | 0     | 5              | 0              | 36     | 1      |
| 2019/20 | Olympique Marseille | Ligue 1        | 24         | 1          | 4     | 1     | —              | —              | 28     | 2      |
| 2020/21 | Olympique Marseille | Ligue 1        | 35         | 0          | 3     | 0     | 5              | 0              | 43     | 0      |
| 2021/22 | Olympique Marseille | Ligue 1        | 34         | 1          | 2     | 0     | 12             | 0              | 48     | 1      |
| 2022/23 | Aston Villa         | Premier League | 24         | 0          | 2     | 0     | —              | —              | 26     | 0      |
| 2023/24 | Aston Villa         | Premier League | 20         | 0          | 4     | 1     | 6              | 0              | 30     | 1      |
| 2024/25 | Aston Villa         | Premier League | 26         | 1          | 5     | 0     | 10             | 0              | 41     | 1      |
| Totaal  | Totaal              | Totaal         | 200        | 4          | 23    | 2     | 44             | 0              | 267    | 6      |

Bijgewerkt op 14 augustus 2025.

## Interlandcarrière
Kamara maakte zijn debuut in het Frans voetbalelftal op 6 juni 2022, toen met 1–1 gelijkgespeeld werd tegen Kroatië in een wedstrijd in de UEFA Nations League. Adrien Rabiot opende de score namens de Fransen, waarna de uitslag bepaald werd door Andrej Kramarić: 1–1. Kamara moest van bondscoach Didier Deschamps op de reservebank beginnen en hij mocht zeventien minuten na rust invallen voor Aurélien Tchouaméni.
| Interlands van Boubacar Kamara voor Frankrijk | Interlands van Boubacar Kamara voor Frankrijk | Interlands van Boubacar Kamara voor Frankrijk | Interlands van Boubacar Kamara voor Frankrijk | Interlands van Boubacar Kamara voor Frankrijk | Interlands van Boubacar Kamara voor Frankrijk | Interlands van Boubacar Kamara voor Frankrijk |
| №                                             | Datum                                         | Wedstrijd                                     | Uitslag                                       | Competitie                                    | Goals                                         |                                               |
| Als speler bij Olympique Marseille            | Als speler bij Olympique Marseille            | Als speler bij Olympique Marseille            | Als speler bij Olympique Marseille            | Als speler bij Olympique Marseille            | Als speler bij Olympique Marseille            | Als speler bij Olympique Marseille            |
| --------------------------------------------- | --------------------------------------------- | --------------------------------------------- | --------------------------------------------- | --------------------------------------------- | --------------------------------------------- | --------------------------------------------- |
| 1                                             | 6 juni 2022                                   | Kroatië – Frankrijk                           | 1 – 1                                         | Nations League 2022/23                        |                                               |                                               |
| 2                                             | 10 juni 2022                                  | Oostenrijk – Frankrijk                        | 1 – 1                                         | Nations League 2022/23                        |                                               |                                               |
| 3                                             | 13 juni 2022                                  | Frankrijk – Kroatië                           | 0 – 1                                         | Nations League 2022/23                        |                                               |                                               |
| Als speler bij Aston Villa                    |                                               |                                               |                                               |                                               |                                               |                                               |
| 4                                             | 17 oktober 2023                               | Frankrijk – Schotland                         | 4 – 1                                         | Vriendschappelijk                             |                                               |                                               |
| 5                                             | 18 november 2023                              | Frankrijk – Gibraltar                         | 14 – 0                                        | EK 2024 kwalificatie                          |                                               |                                               |

Bijgewerkt op 14 augustus 2025.